# Davið Viðarsson
Davið Þór Viðarsson (ur. 24 kwietnia 1984 w Reykjavíku) – islandzki piłkarz, defensywny pomocnik, od stycznia 2010 roku piłkarz klubu Östers IF Växjö.

## Kariera klubowa
Davið piłkarską karierę rozpoczynał w Hafnarfjarðar. Pierwszy rok spędził w zespole juniorów tego klubu. Następny rok był już podstawowym graczem i zaraz po zakończeniu sezonu 2001, przeniósł się do norweskiego Lillestrøm SK.
W tym klubie spędził trzy nieudane sezony i powrócił do swojego pierwszego klub, do FH Hafnarfjörður. Dwa lata po powrocie do FH Hafnarfjörður został wypożyczony przez belgijski klub KSC Lokeren, gdzie grał jego brat Arnar i dwóch innych Islandczyków. Jednak zagrał tylko 2 mecze i powrócił z wypożyczenia. W klubie z Hafnarfjörður grał do 2010 roku, będąc kapitanem tej drużyny. Po udanych sezonach zdecydował się na klub z zagranicy, był to szwedzki Östers IF Växjö.

## Kariera reprezentacyjna
Davið grał w reprezentacjach juniorskich swojego kraju. Obecnie gra w seniorskiej drużynie, w której zadebiutował 22 sierpnia 2007 roku, w meczu towarzyskim z Kanadą. Islandia zremisowała ten mecz 1:1.

## Życie prywatne
Davið Þór Viðarsson ma dwóch braci, którzy również są piłkarzami i reprezentantami Islandii. Arnar Viðarsson jest piłkarzem Cercle Brugge i Bjarni Viðarsson gra w KSV Roeselare.

## Sukcesy
- Mistrzostwo Islandii: 2004, 2005, 2006, 2008, 2009 z Hafnarfjarðar
- Puchar Islandii: 2007 z Hafnarfjarðar
- Superpuchar Islandii: 2004, 2006, 2008 z Hafnarfjarðar
- Puchar ligi: 2004, 2006, 2007, 2009 z Hafnarfjarðar